# 電子決算公告
電子決算公告（でんしけっさんこうこく）とは、会社法の第939条第1項第3号の規定に基づき、会社が定時株主総会に係わる決算公告をWebサイト上での開示等の電磁的方法によりすることをいう。電子公告の一種。

なお、会社が公告の方法を電子公告と定款に定め、決算公告（会社法440条1項）以外の合併公告や資本減少公告等を電磁的方法によってする場合は、電子公告調査機関の調査が必要であるが、この電子決算公告に限ってはその調査は必要とされない旨が明示されている（会社法941条）。
なお、各社の決算公告をインターネット上に公開するwebサイトも存在している。